# Gele Boek van Lecan
Het Gele Boek van Lecan (Iers: Leabhar Buidhe Lecain) is een Iers manuscript uit de 15e eeuw (1391-1401) dat onder andere een groot deel van de verhalen uit de Ulstercyclus bevat, waaronder de epiek de Táin Bó Cuailnge. Het wordt bewaard in de Universiteit van Dublin.
Het werd geschreven op vellum en telt 344 kolommen tekst. De eerste 289 werd geschreven rond 1391, de laatste rond 1401. Het werd geschreven in het Middeliers.
Annalen van Ulster · Boek van Leinster · Boek van Armagh · Cathach van Sint-Columba · Book of Durrow · Lebor na hUidre · Book of Kells · Grote Boek van Lecan · Gele Boek van Lecan